# Извержение Оруануи
Извержение Оруануи вулкана Таупо в Новой Зеландии - последнее известное, на данный момент, мегаизвержение. Оно стало крупнейшим вулканическим извержением в мире за последние 70 000 лет и достигло 8 баллов по шкале VEI. Извержение произошло примерно 26 500 лет назад в позднем плейстоцене и отличалось огромным объёмом вулканических выбросов. По оценкам учёных, было извергнуто около 430 км³ пирокластического материала, 320 км³ игнимбрита и 420 км³ первичного внутрикальдерного материала, объём которого эквивалентен 530 км³ магмы. На основе анализа вулканического материала исследователи разделили извержение Оруануи на десять этапов.
Во время ранних фаз извержения началось формирование гигантской кальдеры, расширение которой завершилось на последнем этапе. В настоящее время кальдера частично заполнена озером Таупо.
Тефра, извергнутая вулканом, покрыла бо́льшую часть центральных районов Северного острова слоем, глубина которого местами достигала 200 метров. Вулканический пепел распространился практически на всю Новую Зеландию, и даже в 1000 км от вулкана, на архипелаге Чатем, он ложился слоем в 18 сантиметров. Извержение серьёзно изменило ландшафт окрестностей вулкана, в частности, произошла смена русла реки Уаикато.